# Awu jezik
Awu jezik (luowu, luwu; stariji naziv awu yi; ISO 639-3: yiu), sinotibetski jezik uže tibetsko-burmanske skupine, kojim govori 20 000 ljudi (2002) u kineskoj provinciji Yunnan, na sjeveru prefekture Honghe i jugu prefekture Qujing.
Postoje sjeverni i južni dijalekt. Etnički pripadaju nacionalnosti Yi

## Vanjske poveznice
- Ethnologue (14th)
- Ethnologue (15th)